# Эйсинга, Эйсе
Эйсе Йелтес Эйсинга (нидерл. Eise Jeltes Eisinga, 21 февраля 1744, Дронрейп — 27 августа 1828, Франекер) — нидерландский астроном-любитель, построивший планетарий, который является самым старым из до сих пор действующих планетариев в мире.
Эйсинга родился в семье чесальщика шерсти. Несмотря на его высокую одарённость, в гимназию его не приняли. В 15-летнем возрасте он уже опубликовал учебник по математике, состоящий из более 600 страниц. Два года спустя он опубликовал монографию по основам астрономии. Его брат, Стефанус Елтес, также интересовался математикой и астрономией. Эйсинга стал чесальщиком шерсти, а в свободное время он самостоятельно изучал математику и астрономию в университете Франекера. Он специализировался на солнечных часах и написал сборник 150 проектов солнечных часов. Когда ему исполнилось 24 года, он женился на Питье Якобс, которая родила ему двоих сыновей.

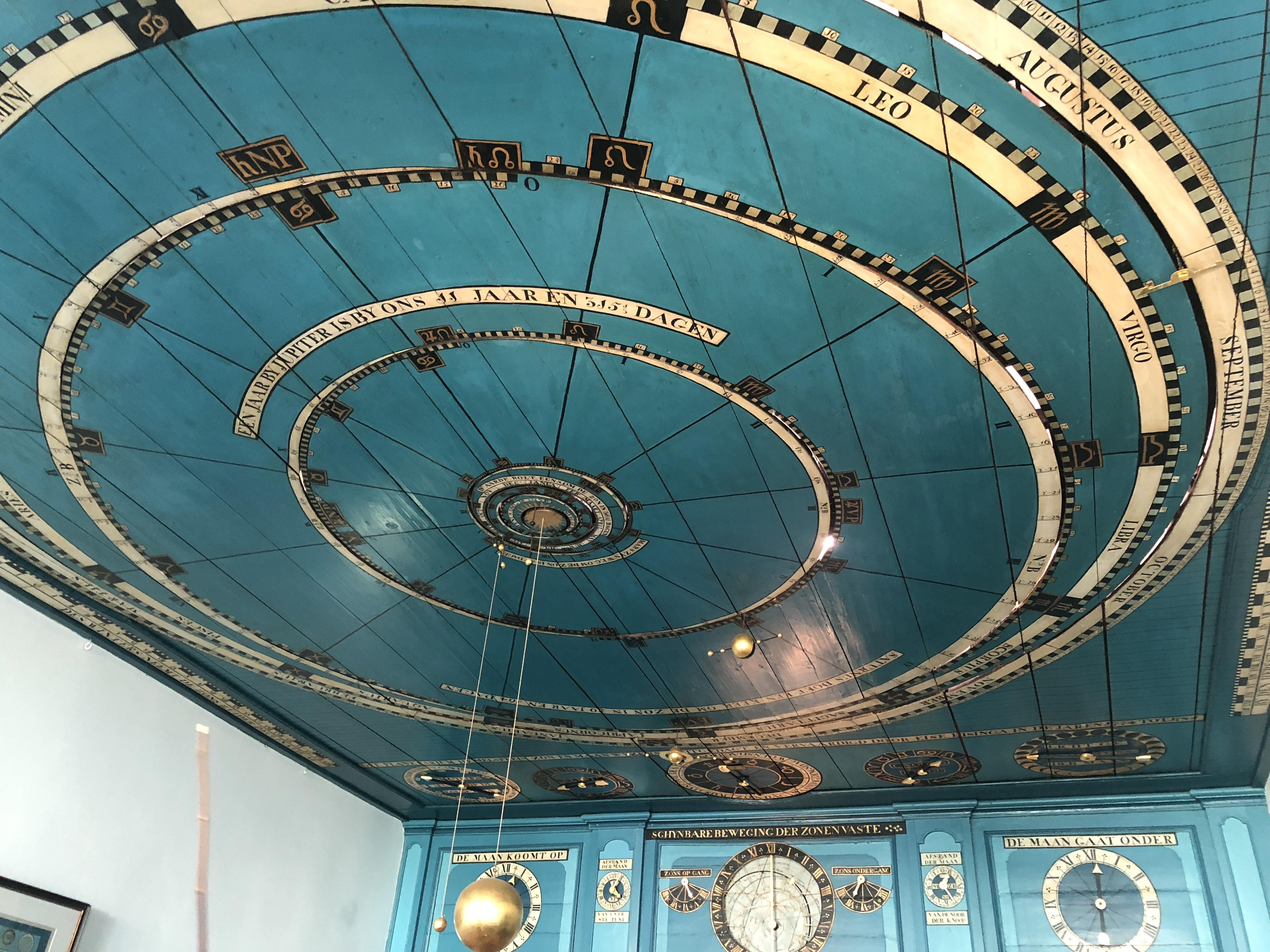
Планетарий

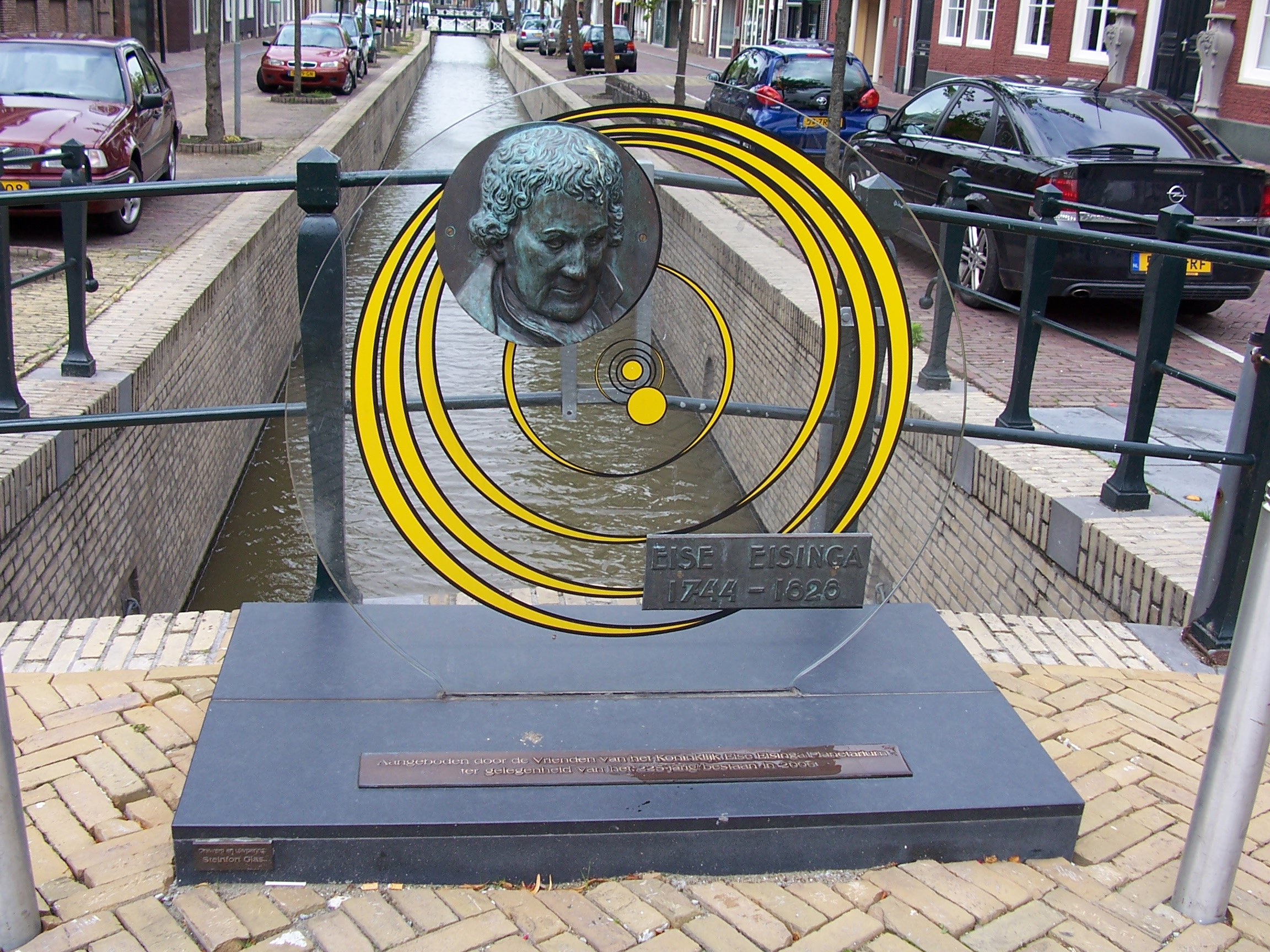
Памятник Эйсе Эйсинге в г. Франекере